# 金黃鸚鵡

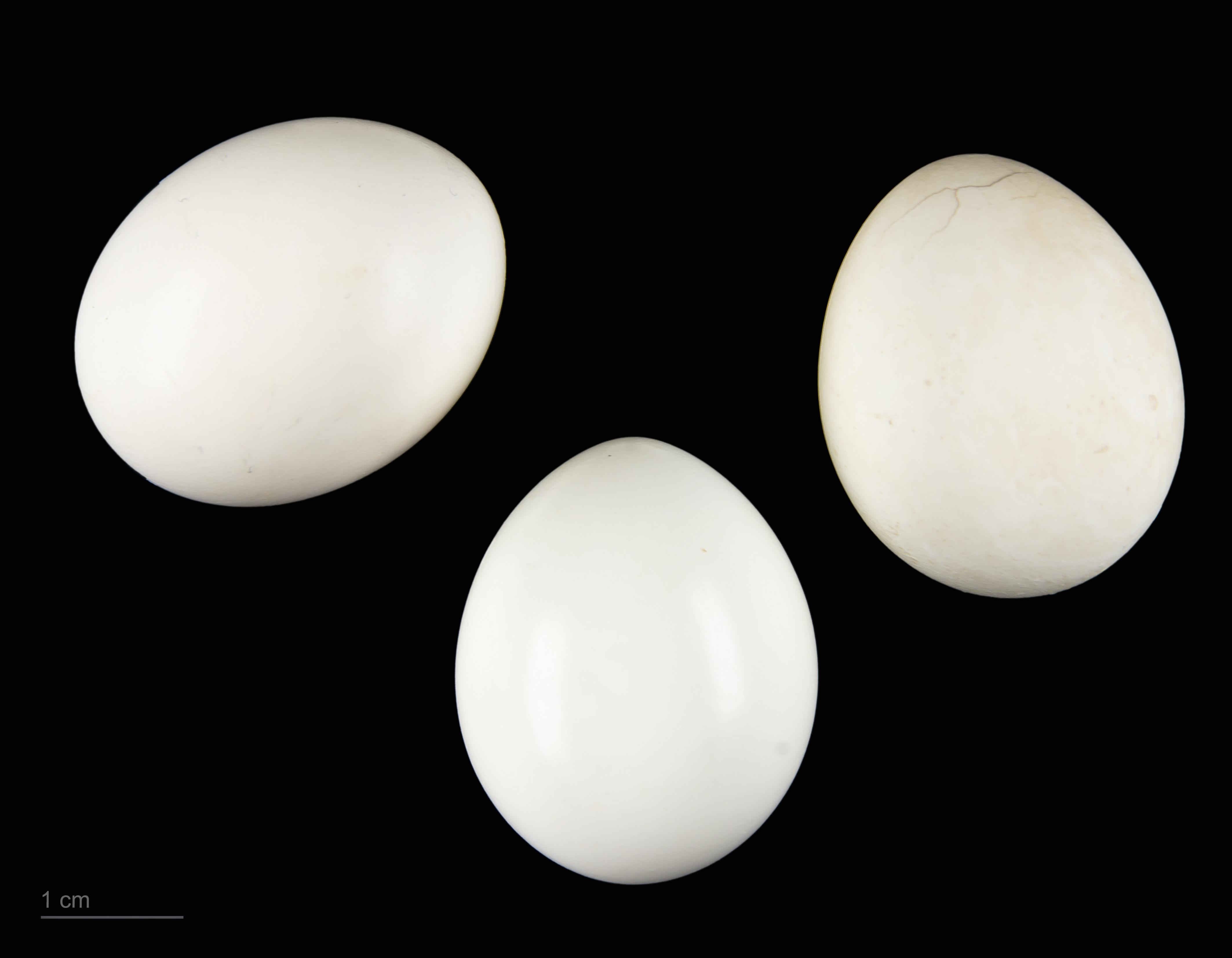
卵 Guaruba guarouba

金黃鸚鵡（学名：Guaruba guarouba），舊稱金黃錐尾鸚鵡或金色錐尾鸚鵡，又名黃金鸚鵡或金色長尾鸚鵡，俗稱大金黃，是一種鸚鵡。牠們的身體大部份呈黃色，故得此名。牠們棲息在巴西亞馬遜盆地較乾旱的高地雨林內。牠們受到伐林及水浸的威脅，非法捕獵也令牠們野外的數量下降。
野生的金黃鸚鵡愛好玩耍及社交，甚至會照顧無關的雛鳥。不過，飼養下的金黃錐尾鸚鵡卻很少會有這種行為，有時會將雛鳥丟下3個星期。牠們吃果實、花朵、芽、種子及玉米。食物當中包括芒果及巴西莓。
金黃鸚鵡1歲就達至性成熟，繁殖季節是介乎11月至翌年的2月。牠們在樹洞裡面咬巢，並會保護鳥蛋。蛋長37.1毫米及闊29.9毫米，孵化期為30日，雄鳥及雌鳥會輪流孵蛋。性成熟後的頭幾年，雌鳥會生一些未成熟的蛋，直至6-8歲。飼養的金黃鸚鵡雛鳥若被帶走，雙親會再次進行繁殖。
初生的金黃鸚鵡有一層白色絨毛覆蓋，這層絨毛一星期後就會變深色。到了第三星期，飛羽開始生長。雛鳥很愛玩耍，但也會欺負同輩。

## 保育狀況
金黃錐尾鸚鵡被世界自然保護聯盟列為瀕危。這是因伐林及被捕獵所致。當地認為牠們是害鳥，因牠們會吃農作物，故被獵殺。牠們是《瀕危野生動植物種國際貿易公約》附錄一所保護的物種。

## 外部連結
- BirdLife Species Factsheet （页面存档备份，存于）